# Врист
Врист (нем. Wrist) — община в Германии, в земле Шлезвиг-Гольштейн. 
Входит в состав района Штайнбург. Подчиняется управлению Келлингхузен-Ланд.  Население составляет 2429 человек (на 31 декабря 2010 года). Занимает площадь 10,12 км².